# Yo amo a Juan Querendón
 (срп. Волим заводника Хуана) мексичка је теленовела, продукцијске куће Телевиса, снимана 2007.

## Синопсис
Ово је прича о Хуану Домингезу, немилосрдном женскраошу који долази у Мексико, само како би побегао од сукњи. Није богат, ни згодан, не носи скупа одела, али је зато и даље модерни Казанова. По доласку у град, Хуанов живот се драстично мења након два догађаја која ће обележити његов живот, прво упознаје Паулу Давилу у коју се безнадежно заљубљује, а затим упознаје и Самуела Качон, главу породице Качон, који га пре смрти натера да му обећа да ће бринути о његовој жени Нидији, као и о кћеркама Јадири и Марели. Убрзо, Хуан добија место за столом породице Качон, а Паула посао у компанији Фарел, у којој севају варнице између ње и њеног шефа Сесара. Упркос томе, Хуан жели испунити обећање и наћи достојан посао, па ће тако постати Сесарова десна рука и шофер.
Својим новим послом, Хуан ће несвесно сазидати дворац лажи, али добрих намера. Када се разоткрије Самуелова тајна и Паула званично постане још један члан породице Качон, и једина очева наследница, Хуан ће имати разлог више да јој се приближи а она да заборави на Сесара.

## Улоге
| Глумац                  | Улога              |
| ----------------------- | ------------------ |
| Едуардо Сантамарина     | Хуан Домингез      |
| Мајрин Виљануева        | Паула Давила       |
| Алексис Ајала           | Сесар Луис Фарел   |
| Марија Марсела          | Ана Давила         |
| Флоренсија де Сарачо    | Марели Качон       |
| Дасија Арказ            | Јадира Качон       |
| Силвија Паскел          | Нидиа Качон        |
| Роберто Д'Амико         | Алирио Перафан     |
| Арлет Теран             | Ивон Маскера       |
| Педро Ромо              | Пастор Гаитан      |
| Артуро Барба            | Фернандо Лара Лора |
| Еухенио Баратилоти      | Енрике Буено Линдо |
| Рене Варси              | Моника Беросал     |
| Роберто Сен             | Ангарита Салво     |
| Нестор Емануел          | Луис Давила        |
| Алехандра Мејер         | Пастора Гарсија    |
| Јоланда Вентура         | Лаура Берокал      |
| Роберто Мигел           | Гонзало Гутјерез   |
| Анхелес Балванера       | Консуело           |
| Пабло Монтеро           | Пабло Монтеро      |
| Тања Васкез             | Ерлинда            |
| Сесар Евора             | Самуел Качон       |
| Лисардо                 | Фред дел Кастро    |
| Рене Стриклер           | Рене Стриклер      |
| Педро Армендарис Јуниор | дон Плутарко       |
| Алехандра Барос         | Сусана             |